# Arroio Grande (Santa Maria)
Arroio Grande est un quartier de la ville brésilienne de Santa Maria, Rio Grande do Sul. Le quartier est situé dans district de Arroio Grande.

## Villas
Le quartier possède les villas suivantes : Arroio do Meio, Arroio Grande, Arroio Lobato, Cidade dos Meninos, Colônia Nova, Faxinal da Palma, Kipper, Linha Canudos, Noal, Nossa Senhora da Saúde, Rosalino Noal, São Marcos, São Valentin, Três Barras, Vila Arroio Grande, Vila Fighera, Vila Santa Brígida.

## Galerie de photos

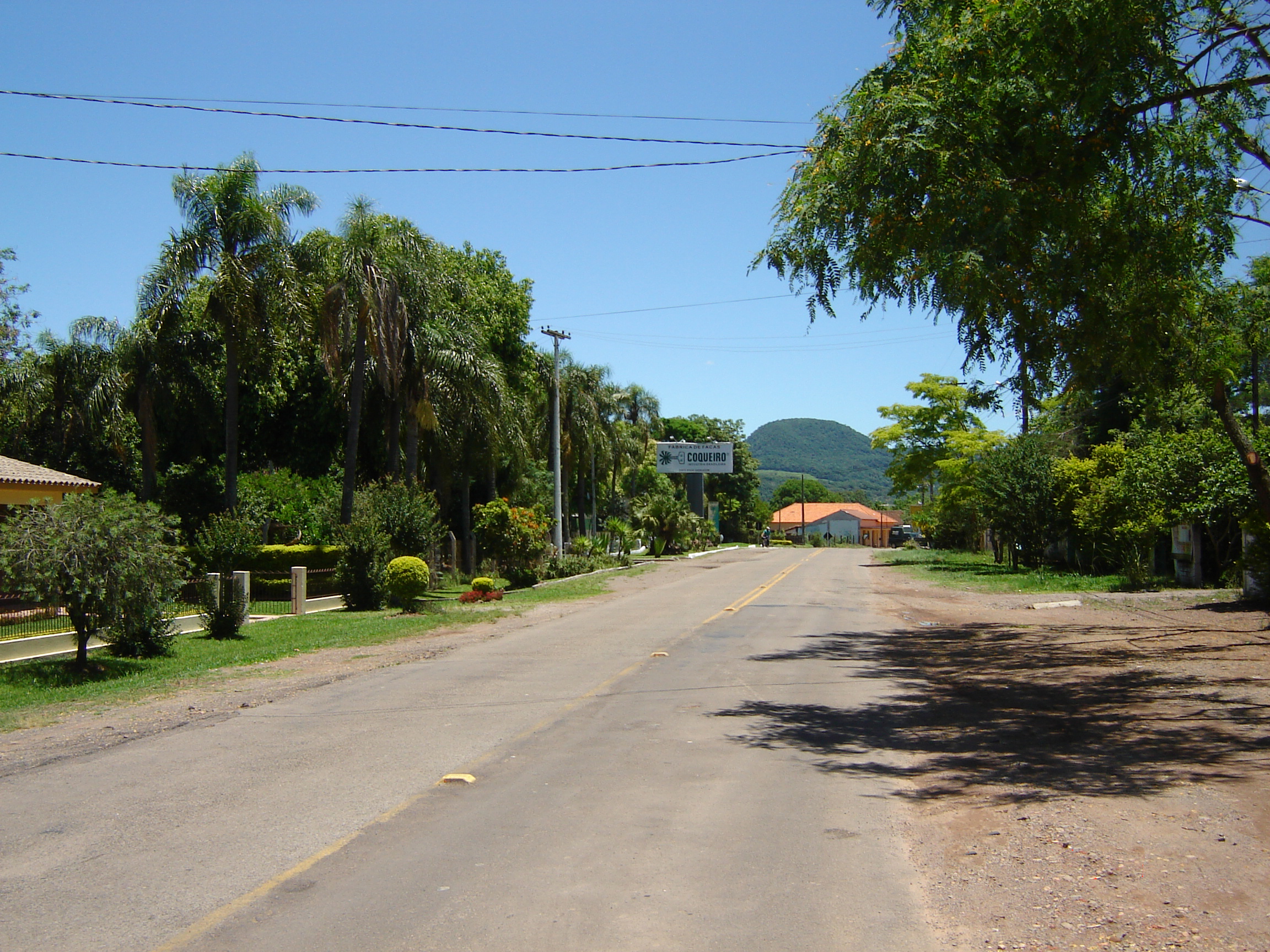
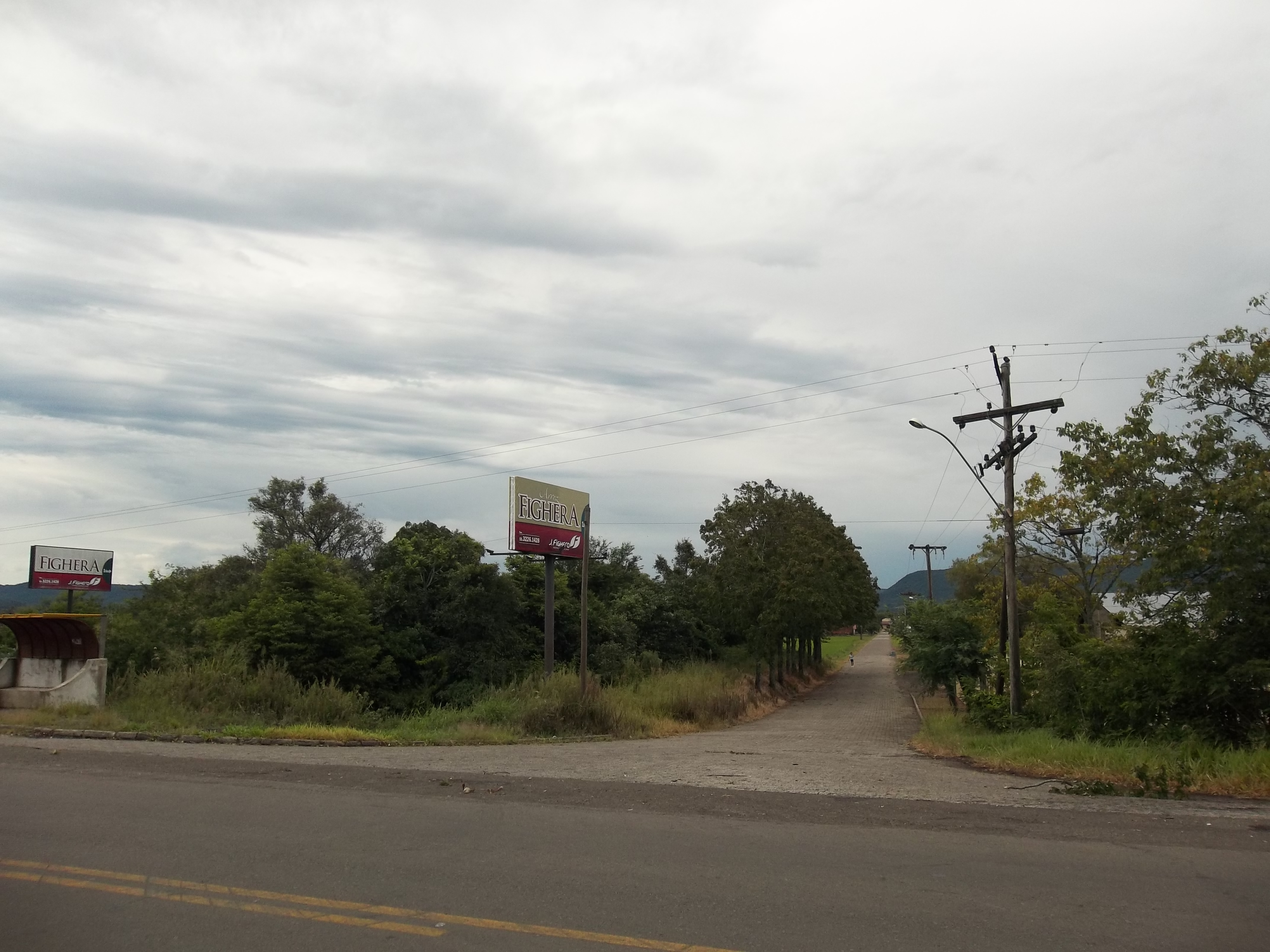
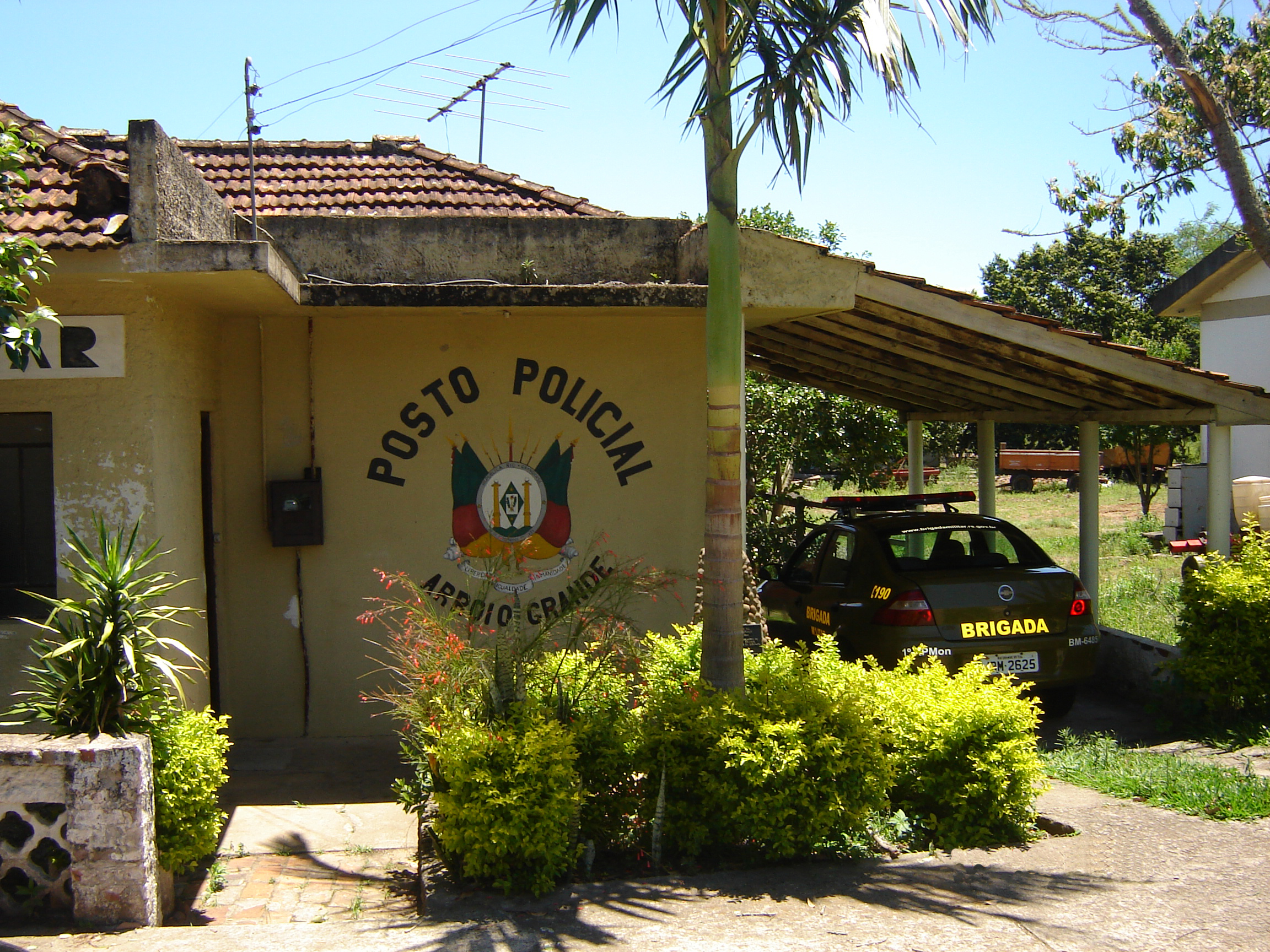
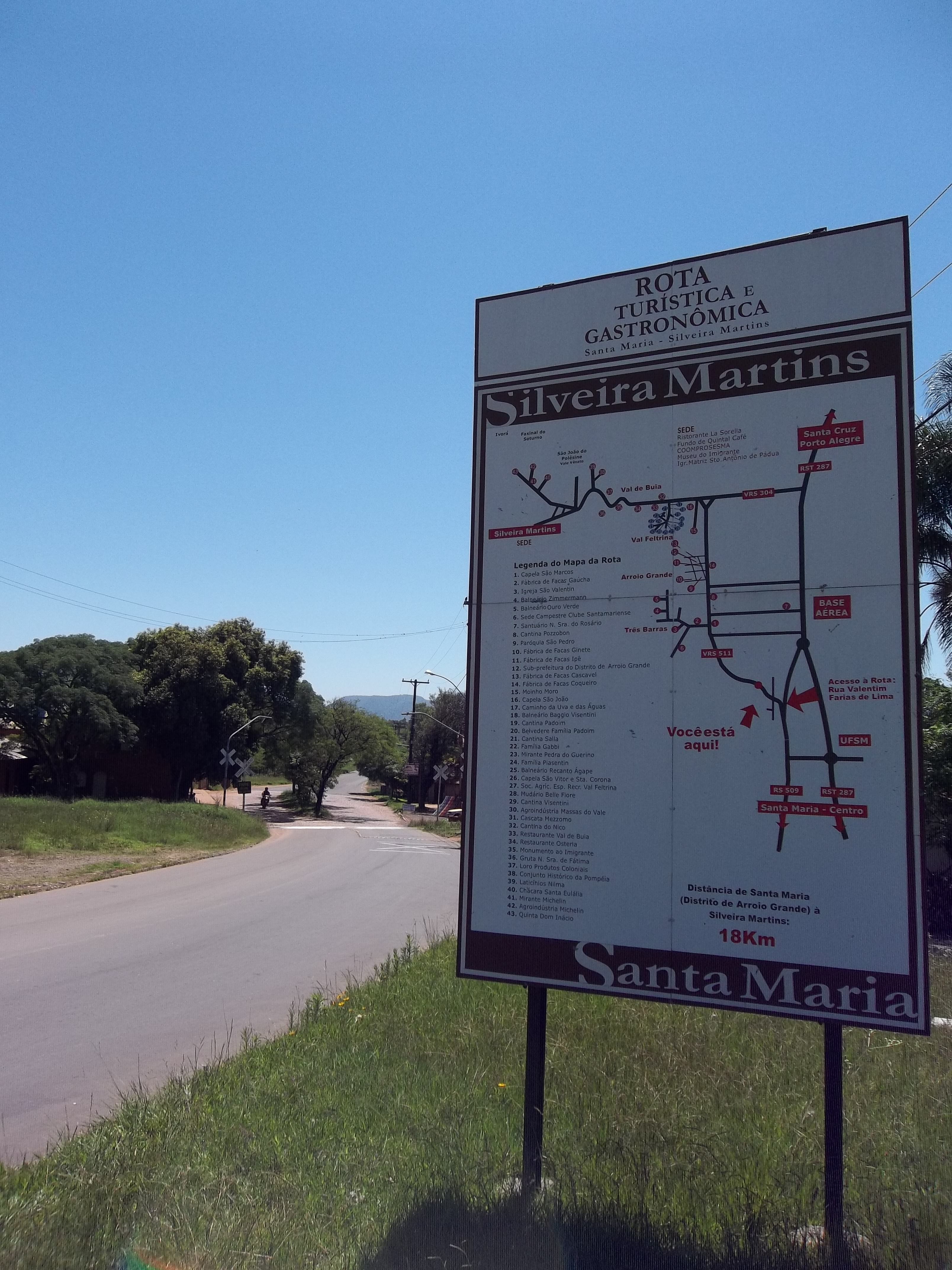